# ワンス・イン・ア・ライフタイム〜一生に一度の愛だから
「ワンス・イン・ア・ライフタイム～一生に 一度の愛だから」 (英語: Once in a Lifetime) は、オーストラリア人カントリー・アーティストのキース・アーバンにより共同作曲およびレコーディングされた曲。2006年8月にアルバム『愛・至上主義』からの1枚目のシングルとしてリリースされた。この曲はアーバンと共にジョン・シャンクスが作曲に関わった。
2006年9月2日、『ビルボード』誌カントリー・チャートにおいて初登場第17位となり、当時モダン・カントリー・チャート史上初登場順位が最高であった。それまでは1979年、エディ・ラビットの『Every Which Way But Loose 』、2005年、ガース・ブルックスの『Good Ride Cowboy 』による第18位が最高であった。

## 詳細
この曲はある女性と特別な関係をスタートさせる男性について描かれている。アーバンは歌詞について、彼女は彼にどれだけ愛されているか知っているため、彼を愛することに恐れはないと語った。また、これは簡単なことではないが、彼らは「一生に一度の愛」を共有しているため彼は諦めようとしたことはなかった、とも語った。
曲の長さはアルバム版が5:54、ラジオ版が4:11である。

## オーストラリア盤
1. Once in a Lifetime 4:17
2. Days Go By (live) 3:48
3. You'll Think of Me (Jeremy Wheatley Mix) 3:53
4. You're My Better Half (life) 4:05

## 演奏者
ライナーノーツによる演奏者を以下に示す: 
- キース・アーバン – リード・ヴォーカル、バック・ヴォーカル、リード・ギター、アコースティック・ギター、ギター・バンジョー、イーボウ、ピアノ
- トム・ブコヴァック – リズム・ギター
- ラリー・コーバット – チェロ
- エリック・ダークン – パーカッション
- ラミ・ジャフィー – ハモンドB-3オルガン
- ティム・ラウアー – シンセサイザー
- クリス・マクヒュー – ドラム、ドラム・マシン・プログラミング
- ジミー・リー・スロアス – ベース・ギター
- デイヴィッド・ストーン – アップライト・ベース
- ラッセル・テレル – バック・ヴォーカル

## チャート
| チャート(2006年)                  | 最高 順位 |
| --------------------------------- | --------- |
| オーストラリア (ARIA)             | 18        |
| スイス (Schweizer Hitparade)      | 92        |
| US Billboard Hot 100              | 31        |
| US Adult Contemporary (Billboard) | 26        |
| US Hot Country Songs (Billboard)  | 6         |

### 年間チャート
| チャート(2006年)             | 順位 |
| ---------------------------- | ---- |
| US Country Songs (Billboard) | 40   |